# Campionato Internazionale FIA di Formula 3 2011
Il Campionato Internazionale FIA di Formula 3 2011 (2011 FIA Formula 3 International Trophy) fu la prima, e unica, stagione del Campionato Internazionale FIA di Formula 3. Iniziò il 30 aprile con delle gare a Hockenheim e terminò il 20 novembre col Gran Premio di Macao 2011. La serie venne vinta dal pilota spagnolo Roberto Merhi. Dalla stagione successiva la FIA decise di ricreare il Campionato europeo di F3.

## La pre-stagione

### Calendario
Un calendario provvisorio venne reso noto il 10 dicembre 2010. Successivamente il Korea Super Prix fu cancellato.
| Gara | Gara | Nome                                              | Circuito                      | Giri | Lunghezza           | Data        | Ora   | Supporto      |
| ---- | ---- | ------------------------------------------------- | ----------------------------- | ---- | ------------------- | ----------- | ----- | ------------- |
| 1    | G1   | DTM Hockenheim I-Euro Series 2011                 | Hockenheimring                | 25   | 25x4,574=114,350 km | 30 aprile   | 11:15 | DTM           |
| 1    | G2   | DTM Hockenheim I-Euro Series 2011                 | Hockenheimring                | 25   | 25x4,574=114,350 km | 1º maggio   | 11:15 | DTM           |
| 2    | 2    | Gran Premio di Pau                                | Circuito di Pau               | 42   | 42x2,76=115,32 km   | 22 maggio   |       |               |
| 3    | G1   | Cooper Tires British F3 Int Series-24 Hors of Spa | Circuito di Spa-Francorchamps | 13   | 13x7,004=91,052 km  | 29 luglio   |       | 24 Ore di Spa |
| 3    | G2   | Cooper Tires British F3 Int Series-24 Hors of Spa | Circuito di Spa-Francorchamps | 17   | 17x7,004=119,068 km | 30 luglio   |       | 24 Ore di Spa |
| 4    | 4    | Masters di Formula 3                              | Circuito di Park Zandvoort    | 25   | 25x4,307=107,675 km | 14 agosto   |       |               |
| 5    | G1   | Gran Premio di Macao                              | Circuito da Guia              | 10   | 10x6,120=61,200 km  | 19 novembre |       | WTCC          |
| 5    | G2   | Gran Premio di Macao                              | Circuito da Guia              | 15   | 15x6,120=91,800 km  | 20 novembre |       | WTCC          |

## Piloti e team
Quattro furono i team registrati per partecipare all'intero campionato, potendo così far partecipare i loro piloti alla classifica finale: Prema Powerteam, Signature e Motopark Academy (scuderie della F3 Euro Series) e la Carlin della F3 inglese.

### Tabella riassuntiva
I piloti con numero superiore a 30 sono ospiti e non sono perciò eleggibili per i punti.
| Team                                      | Telaio                | Pilota                 | Weekend di gare       |                       |
| Iscrizioni registrate                     | Iscrizioni registrate | Iscrizioni registrate  | Iscrizioni registrate | Iscrizioni registrate |
| ----------------------------------------- | --------------------- | ---------------------- | --------------------- | --------------------- |
| Carlin                                    | F308-Volkswagen       | Carlos Huertas         | Tutti                 |                       |
| Carlin                                    | F308-Volkswagen       | Jazeman Jaafar         | Tutti                 |                       |
| Motopark Academy                          | F308-Volkswagen       | Kimiya Satō            | 1–2, 4–5              |                       |
| Prema Powerteam                           | F309- Mercedes HWA    | Daniel Juncadella      | Tutti                 |                       |
| Prema Powerteam                           | F308- Mercedes HWA    | Roberto Merhi          | Tutti                 |                       |
| Signature                                 | F308- Volkswagen      | Daniel Abt             | Tutti                 |                       |
| Signature                                 | F308- Volkswagen      | Carlos Muñoz           | Tutti                 |                       |
| Signature                                 | F309- Volkswagen      | Laurens Vanthoor       | Tutti                 |                       |
| Signature                                 | F308- Volkswagen      | Marco Wittmann         | 2–5                   |                       |
| Piloti ospiti, non eleggibili per i punti |                       |                        |                       |                       |
| Carlin                                    | F308- Volkswagen      | Richard Bradley        | 2                     |                       |
| Carlin                                    | F308- Volkswagen      | Tom Dillmann           | 1                     |                       |
| Carlin                                    | F308- Volkswagen      | Jack Harvey            | 3                     |                       |
| Carlin                                    | F308- Volkswagen      | Kevin Magnussen        | 3–5                   |                       |
| Carlin                                    | F308- Volkswagen      | Felipe Nasr            | 3, 5                  |                       |
| Carlin                                    | F308- Volkswagen      | Rupert Svendsen-Cook   | 3–4                   |                       |
| Double R Racing                           | F308- Mercedes HWA    | Marko Asmer            | 2–3, 5                |                       |
| Double R Racing                           | F308- Mercedes HWA    | Valtteri Bottas        | 5                     |                       |
| Double R Racing                           | F308- Mercedes HWA    | Luís Felipe Derani     | 2–3                   |                       |
| Double R Racing                           | F308- Mercedes HWA    | Mitch Evans            | 5                     |                       |
| Double R Racing                           | F308- Mercedes HWA    | Scott Pye              | 3                     |                       |
| Fortec Motorsport                         | F311- Mercedes HWA    | William Buller         | 3, 5                  |                       |
| Fortec Motorsport                         | F311- Mercedes HWA    | Lucas Foresti          | 3, 5                  |                       |
| Fortec Motorsport                         | F311- Mercedes HWA    | Fahmi Ilyas            | 3                     |                       |
| Fortec Motorsport                         | F311- Mercedes HWA    | Harry Tincknell        | 3                     |                       |
| Hitech Racing                             | F308-Volkswagen       | Pietro Fantin          | 3, 5                  |                       |
| Hitech Racing                             | F308-Volkswagen       | António Félix da Costa | 5                     |                       |
| Hitech Racing                             | F305- Mugen-Honda     | Kotaro Sakurai         | 3                     |                       |
| Hitech Racing                             | F308- Volkswagen      | Hannes van Asseldonk   | 5                     |                       |
| Jo Zeller Racing                          | F306- Mercedes HWA    | Sandro Zeller          | 1                     |                       |
| Motopark Academy                          | F308-Volkswagen       | Tom Dillmann           | 2                     |                       |
| Motopark Academy                          | F308-Volkswagen       | Jimmy Eriksson         | 1, 4–5                |                       |
| Motopark Academy                          | F308-Volkswagen       | Gianmarco Raimondo     | 1                     |                       |
| Mücke Motorsport                          | F308- Mercedes HWA    | Lucas Foresti          | 4                     |                       |
| Mücke Motorsport                          | F308- Mercedes HWA    | Nigel Melker           | 1, 4                  |                       |
| Mücke Motorsport                          | F308- Mercedes HWA    | Felix Rosenqvist       | 1, 4–5                |                       |
| Mücke Motorsport                          | F308- Mercedes HWA    | Yuhi Sekiguchi         | 5                     |                       |
| Prema Powerteam                           | F308- Mercedes HWA    | Raffaele Marciello     | 3                     |                       |
| Prema Powerteam                           | F308- Mercedes HWA    | Luís Felipe Derani     | 4                     |                       |
| Signature                                 | Volkswagen            | Carlos Sainz Jr.       | 5                     |                       |
| Signature                                 | F308- Volkswagen      | Marco Wittmann         | 1                     |                       |
| Sino Vision Racing                        | F308- Mercedes HWA    | Adderly Fong           | 3, 5                  |                       |
| Sino Vision Racing                        | F308- Mercedes HWA    | Hywel Lloyd            | 3, 5                  |                       |
| STAR Racing Team                          | F308-Volkswagen       | Kuba Giermaziak        | 1                     |                       |
| ThreeBond Racing                          | Nissan                | Hironobu Yasuda        | 5                     |                       |
| Toda Racing                               | Honda                 | Hideki Yamauchi        | 5                     |                       |
| TOM'S                                     | Toyota                | Richard Bradley        | 5                     |                       |
| TOM'S                                     | Toyota                | Alexander Sims         | 5                     |                       |
| T-Sport                                   | F311- Volkswagen      | Yann Cunha             | 3                     |                       |
| T-Sport                                   | F311- Volkswagen      | Bart Hylkema           | 3                     |                       |
| T-Sport                                   | F311- Volkswagen      | Menasheh Idafar        | 3                     |                       |
| Van Amersfoort Racing                     | Volkswagen            | Richie Stanaway        | 5                     |                       |
| Van Amersfoort Racing                     | F308- Volkswagen      | Hannes van Asseldonk   | 3                     |                       |

- Tutti corrono con vetture Dallara.

## Risultati e classifiche

### Risultati
| Gara | Gara | Circuito       | Tempo     | Velocità     | Pole Position  | GPV              | Vincitore         | Vettura            | Team             | Resoconto |
| ---- | ---- | -------------- | --------- | ------------ | -------------- | ---------------- | ----------------- | ------------------ | ---------------- | --------- |
| 1    | G1   | Hockenheimring | 39'46"951 | 172,463 km/h | Roberto Merhi  | Roberto Merhi    | Roberto Merhi     | Dallara-Mercedes   | Prema Powerteam  | Resoconto |
| 1    | G2   | Hockenheimring | 39'25"238 | 174,046 km/h | Marco Wittmann | Roberto Merhi    | Roberto Merhi     | Dallara-Mercedes   | Prema Powerteam  | Resoconto |
| 2    | 2    | Pau            | 42'01"758 | 165,51 km/h  | Marco Wittmann | Marco Wittmann   | Marco Wittmann    | Dallara-Volkswagen | Signature        | Resoconto |
| 3    | G1   | Spa            | 29'18"572 | 186,4 km/h   | Roberto Merhi  | Roberto Merhi    | Roberto Merhi     | Dallara-Mercedes   | Prema Powerteam  | Resoconto |
| 3    | G2   | Spa            | 38'06"645 | 187,5 km/h   | Roberto Merhi  | Roberto Merhi    | Roberto Merhi     | Dallara-Mercedes   | Prema Powerteam  | Resoconto |
| 4    | 4    | Zandvoort      | 42'19"994 | 152,65 km/h  | Roberto Merhi  | Felix Rosenqvist | Felix Rosenqvist  | Dallara-Mercedes   | Mücke Motorsport | Resoconto |
| 5    | G1   | Guia           | 25'03"719 | 146,56 km/h  | Marco Wittmann | Roberto Merhi    | Marco Wittmann    | Dallara-Volkswagen | Signature        | Resoconto |
| 5    | G2   | Guia           | 42'17"099 | 130,25 km/h  | Marco Wittmann | Marco Wittmann   | Daniel Juncadella | Dallara-Mercedes   | Prema Powerteam  | Resoconto |

### Classifica piloti
| Pos                                      | Pilota                 | HOC | HOC | PAU | SPA | SPA | MAS | MAC | MAC | Punti |
| ---------------------------------------- | ---------------------- | --- | --- | --- | --- | --- | --- | --- | --- | ----- |
| 1                                        | Roberto Merhi          | 1   | 1   | 2   | 1   | 1   | SQ  | 3   | Rit | 133   |
| 2                                        | Marco Wittmann         | 2   | 2   | 1   | 11  | 2   | 2   | 1   | 3   | 101   |
| 3                                        | Daniel Juncadella      | 6   | 4   | 3   | 8   | Rit | Rit | 6   | 1   | 72    |
| 4                                        | Daniel Abt             | 4   | 6   | 4   | 14  | 13  | 6   | 8   | Rit | 44    |
| 5                                        | Laurens Vanthoor       | 3   | 15  | Rit | 17  | 4   | 7   | 7   | Rit | 39    |
| 6                                        | Carlos Muñoz           | 8   | 9   | 5   | 4   | Rit | Rit | Rit | Rit | 26    |
| 7                                        | Jazeman Jaafar         | 10  | 11  | 11  | 3   | 12  | 10  | 17  | 8   | 21    |
| 8                                        | Carlos Huertas         | 11  | 12  | 9   | 10  | 9   | 11  | 5   | 13  | 15    |
| 9                                        | Kimiya Satō            | Rit | 10  | 8   |     |     | 12  | 9   | 12  | 7     |
| Piloti ospiti non eleggibili per i punti |                        |     |     |     |     |     |     |     |     |       |
|                                          | Felix Rosenqvist       | 5   | 3   |     |     |     | 1   | 21  | Rit | 0     |
|                                          | Felipe Nasr            |     |     |     | 9   | 7   |     | 2   | 2   | 0     |
|                                          | William Buller         |     |     |     | 2   | 3   |     | 13  | 6   | 0     |
|                                          | Kevin Magnussen        |     |     |     | 7   | 8   | 3   | 19  | 14  | 0     |
|                                          | Nigel Melker           | 7   | 5   |     |     |     | 4   |     |     | 0     |
|                                          | Yuhi Sekiguchi         |     |     |     |     |     |     | 12  | 4   | 0     |
|                                          | Valtteri Bottas        |     |     |     |     |     |     | 4   | Rit | 0     |
|                                          | Rupert Svendsen-Cook   |     |     |     | 6   | 14  | 5   |     |     | 0     |
|                                          | Hannes van Asseldonk   |     |     |     | 12  | Rit |     | 10  | 5   | 0     |
|                                          | Jack Harvey            |     |     |     | 5   | 10  |     |     |     | 0     |
|                                          | Raffaele Marciello     |     |     |     | Rit | 5   |     |     |     | 0     |
|                                          | Marko Asmer            |     |     | 7   | Rit | 6   |     | 18  | 19  | 0     |
|                                          | Luís Felipe Derani     |     |     | 6   | 18  | Rit | Rit |     |     | 0     |
|                                          | Lucas Foresti          |     |     |     | 13  | 11  | 8   | 14  | 7   | 0     |
|                                          | Jimmy Eriksson         | 9   | 7   |     |     |     | 9   | Rit | NP  | 0     |
|                                          | Tom Dillmann           | 12  | 8   | Rit |     |     |     |     |     | 0     |
|                                          | Richard Bradley        |     |     | 10  |     |     |     | Rit | 9   | 0     |
|                                          | Adderly Fong           |     |     |     | 21  | 22  |     | Rit | 10  | 0     |
|                                          | Hideki Yamauchi        |     |     |     |     |     |     | 11  | 15  | 0     |
|                                          | Pietro Fantin          |     |     |     | 19  | SQ  |     | Rit | 11  | 0     |
|                                          | Sandro Zeller          | 13  | 13  |     |     |     |     |     |     | 0     |
|                                          | Kuba Giermaziak        | 14  | Rit |     |     |     |     |     |     | 0     |
|                                          | Gianmarco Raimondo     | Rit | 14  |     |     |     |     |     |     | 0     |
|                                          | Hywel Lloyd            |     |     |     | 15  | Rit |     | 16  | 16  | 0     |
|                                          | Scott Pye              |     |     |     | 16  | 15  |     |     |     | 0     |
|                                          | Richie Stanaway        |     |     |     |     |     |     | 15  | Rit | 0     |
|                                          | Harry Tincknell        |     |     |     | 22  | 16  |     |     |     | 0     |
|                                          | Carlos Sainz Jr.       |     |     |     |     |     |     | 20  | 17  | 0     |
|                                          | Bart Hylkema           |     |     |     | Rit | 17  |     |     |     | 0     |
|                                          | Fahmi Ilyas            |     |     |     | 20  | 18  |     |     |     | 0     |
|                                          | Alexander Sims         |     |     |     |     |     |     | NP  | 18  | 0     |
|                                          | Menasheh Idafar        |     |     |     | Rit | 19  |     |     |     | 0     |
|                                          | Yann Cunha             |     |     |     | 23  | 20  |     |     |     | 0     |
|                                          | Kotaro Sakurai         |     |     |     | 24  | 21  |     |     |     | 0     |
|                                          | Mitch Evans            |     |     |     |     |     |     | 22  | Rit | 0     |
|                                          | António Félix da Costa |     |     |     |     |     |     | Rit | Rit | 0     |
|                                          | Hironobu Yasuda        |     |     |     |     |     |     | Rit | Rit | 0     |
| Pos                                      | Pilota                 | HOC | HOC | PAU | SPA | SPA | MAS | MAC | MAC | Punti |

| Colore  | Risultato             |
| ------- | --------------------- |
| Oro     | Vincitore             |
| Argento | 2º posto              |
| Bronzo  | 3º posto              |
| Verde   | Finito a punti        |
| Blu     | Finito senza punti    |
| Viola   | Ritirato (Rit)        |
| Viola   | Non classificato (NC) |
| Rosso   | Non qualificato (NQ)  |
| Nero    | Squalificato (SQ)     |
| Bianco  | Non partito (NP)      |
| Bianco  | Non ha gareggiato     |
| Bianco  | Infortunato (INF)     |
| Bianco  | Escluso (ES)          |
| Bianco  | Gara cancellata (C)   |